# Silent Hill (film)
Silent Hill este un film horror din 2006, regizat de Christophe Gans, după un scenariu de Roger Avary, Christophe Gans și Nicolas Boukhrief. Filmul este o adaptare a seriei de jocuri video Konami Silent Hill și îi are în rolurile principale pe Radha Mitchell, Laurie Holden, Jodelle Ferland, Alice Krige, Sean Bean și Deborah Kara Unger. A avut o continuare în 2012, Silent Hill: Revelația.

## Descriere
Rose Da Silva este o mamă care vede un comportament ciudat la fata ei, Sharon. Când aceasta dispare în Silent Hill, o localitate părăsită de mulți ani se duce să o caute, dar observă că acolo sunt diferite creaturi, iar supraviețuitorii se ascund într-o biserică. Ea trebuie să facă un pact cu o fantomă pentru a-și salva fiica.

## Distribuție
- Randha Mitchell-Rose Da Silva
- Sean Bean-Christopher Da Silva
- Laurie Holden-Cybil Bennet
- Deborah Kara Unger-Dahila Gillespie
- Kim Coates-Ofițerul Thomas Gucci
- Tanya Allen-Pyramid Head
- Alice Krige-Valtiel The Yellow God
- Jodelle Ferland-Sharon Da Silva,Alessa
- Collen Williams-Archivist
- Emily Linaham-Dădaca roșie,Dădaca neagră
- Carrie Claynton-Dădaca neagră
- Hannah Fleming-elevă
- Stephen R.Hart-Elder
- Ron Gabriel-mecanicul bătrân
- Rachel Crowther-dădaca neagră
- Niki Guadagni-Elinor

## Recepție critică
Filmul are un rating de 29% pe Rotten Tomatoes, bazat pe 90 de opinii. Scorul mediu pe Metacritic este 30 din 100. James Berardinelli de la ReelViews spunea despre film că e „prea lung, cu scene fără sens dar are pasaje interesante”.